# Burg Ettensberg
Die Ruine der Burg Ettensberg liegt auf einer Bergzunge westlich der Gemeinde Blaichach im Landkreis Oberallgäu in Schwaben. Die wenigen, stark substanzgefährdeten Mauerreste der verhältnismäßig kleinen Burganlage sind frei zugänglich.

## Geschichte

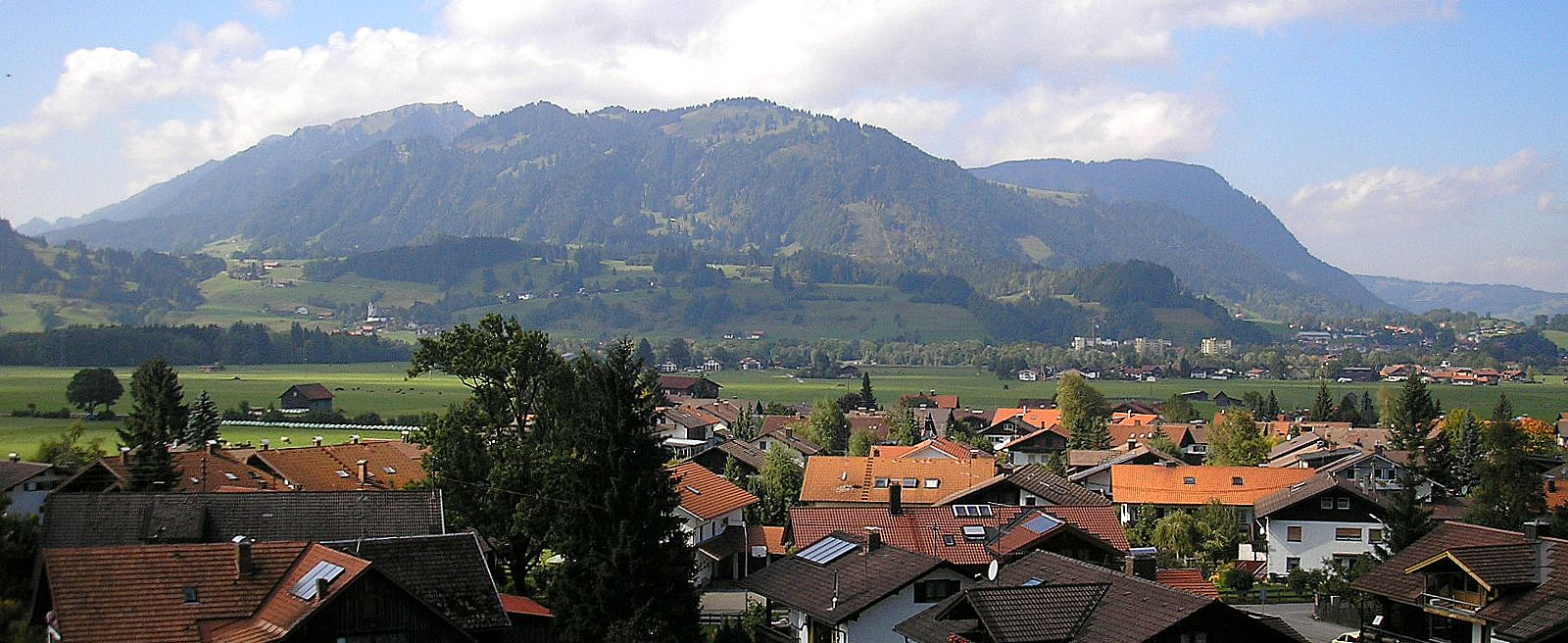
Blick von der Burg Burgberg auf die Hochgratkette mit dem Stuiben (links), dem Mittagberg und dem Immenstädter Horn. Die Burgruine Ettensberg liegt auf der bewaldeten Anhöhe unter dem Immenstädter Horn

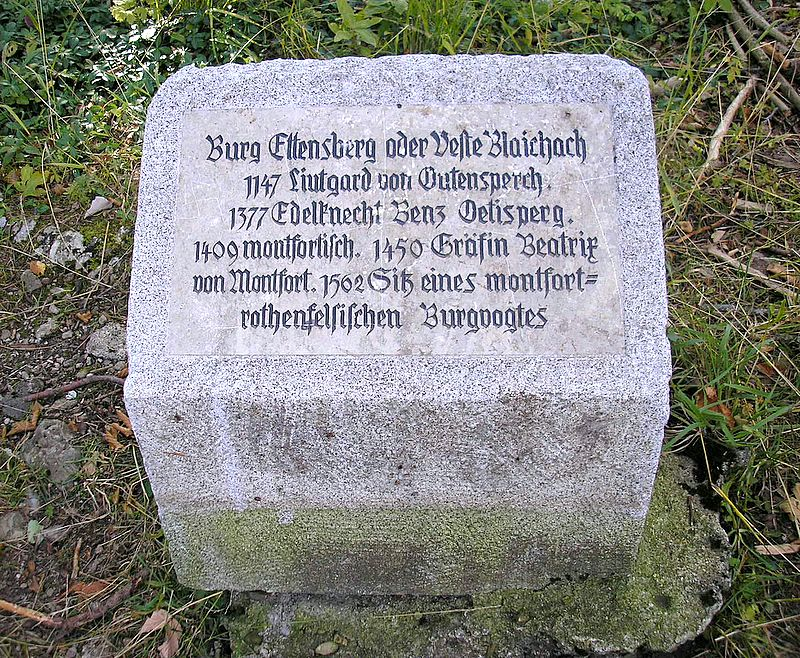
Der Gedenkstein im Burghof

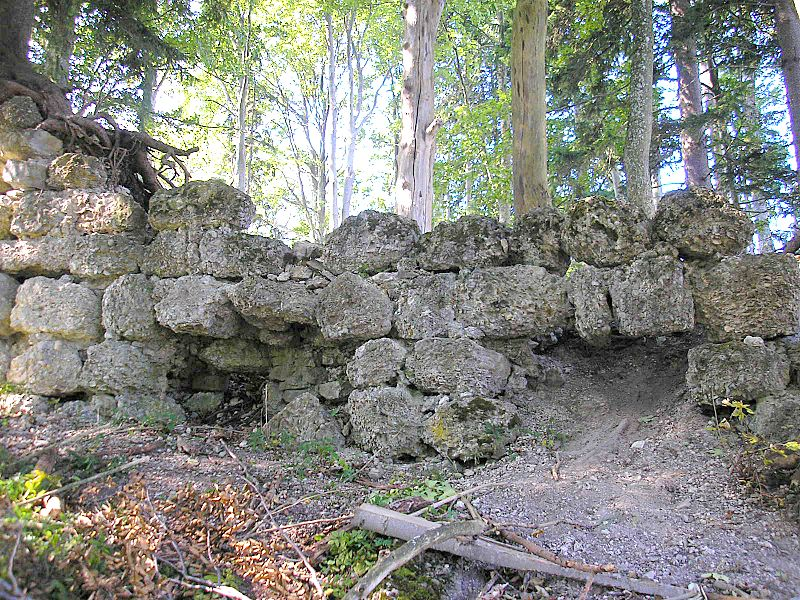
Mauerreste im Osten

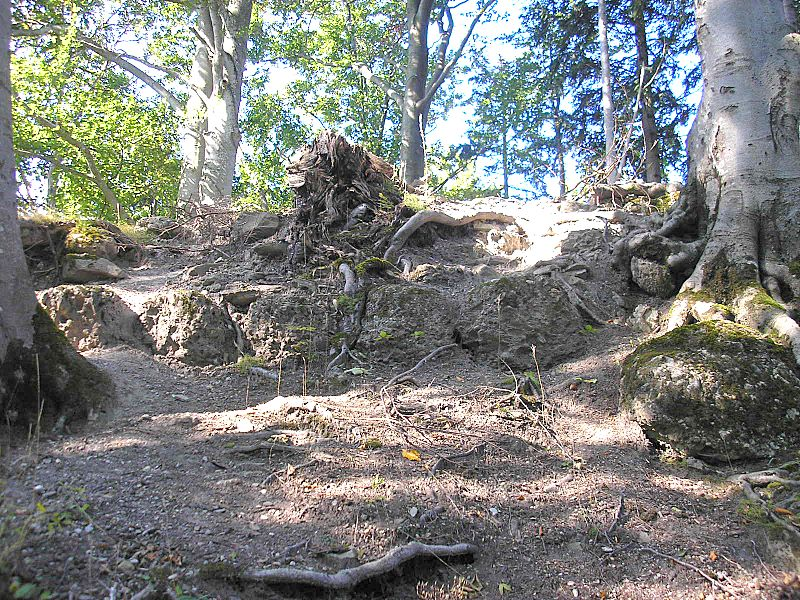
Die letzte erhaltene Steinlage des Bergfriedes (Ostseite)

Die Veste entstand wohl bereits Ende des 11. Jahrhunderts als Sitz eines Dienstmannes des Hochstiftes Augsburg. Ob eine 1147 erwähnte Luitgard von Outensperch in Zusammenhang mit der Burg steht, ist nicht eindeutig zu entscheiden.
Erst 1377 wird ein Benz Oetisperg als Siegelzeuge urkundlich. Wie die meisten Niederadeligen dieser Epoche musste er wohl auf die Ritterwürde verzichten, war also nur Edelknecht ohne Schwertleite bzw. Ritterschlag.  
Um 1409 übernahmen die Grafen von Montfort die kleine Herrschaft, die inmitten ihres Hoheitsgebietes lag. Die Veste wurde mit Vögten besetzt, die der umliegenden Ritterschaft entstammten. Als erster Vogt ist Konrad von Laubenberg überliefert, der bereits 1410 von Swigger von Rauns abgelöst wurde.
Von 1446 bis 1466 diente die Burg der Gräfin Beatrix von Montfort als Witwensitz, die 1457 einen Jahrestag in die Kirche zu Blaichach stiftete und dort auch begraben sein soll.
1562 wurde mit dem Immenstädter Jakob Guthainz nochmals ein Vogt mit der Burg belehnt. Nur zwei Jahre später war die Veste bereits verlassen und wurde beim Verkauf der Grafschaft Rothenfels als „Burgstall“ bezeichnet. 
In den folgenden Jahrhunderten dienten die Ruinen der Anlage der Bevölkerung als willkommener Steinbruch. 1934 wurde ein Gedenkstein im Burghof aufgestellt, der von der Geschichte der kleinen Veste berichtet. Derartige Denkmäler gehen meist auf den Kemptener Bürgermeister und passionierten Burgenforscher Otto Merkt zurück, der die Steine und Platten oft aus eigener Tasche finanzierte.
Nach dem Zweiten Weltkrieg waren nur noch Fundamentreste bis zur Höhe von etwa 2,5 Metern erhalten, die 1948 teilweise ausgegraben wurden und im Inventarband von 1964 dokumentiert sind. Im Herbst 2008 befand sich die Burgruine in einem desolaten Zustand. Besonders im Bereich des Bergfrieds war das Mauerwerk bis auf eine Steinlage im Osten bereits vollständig abgegangen.

## Beschreibung
Die kleine Burgruine liegt etwa 500 Meter südwestlich der Pfarrkirche von Blaichach auf einem langgezogenen Bergrücken (844 Meter ü. NN) über dem Illertal. Der Zugang erfolgt über den nahezu ebenen, sehr langen Höhenkamm, der den Burgplatz mit dem dahinter aufsteigenden Bergmassiv verbindet. Der Grat ist durchschnittlich nur ungefähr 15 bis 20 Meter breit. Auf den übrigen Seiten fällt das Gelände teilweise sehr steil ins Tal ab.  
Am Ostende des Bergsporns schützt ein in den Nagelfluhfels geschlagener, teilweise verschütteter Halsgraben die Burg. Im Süden greift eine spätere Materialgrube in den Grabenbereich ein.
Hinter der Grube steigt ein markanter Turmhügel etwa acht Meter in die Höhe. Hier an der Angriffsseite stand der Bergfried, ein ehemaliger Wohnturm mit einer Seitenlänge von etwa 11,30 Meter im Quadrat. Von den bei Nessler und im Inventarband noch auf drei Seiten bis zur Höhe von 2,5 Metern (Südseite) dokumentierten Fundamentresten aus Nagelfluhquadern hat sich nur im Osten eine Steinlage erhalten. Das Burgtor lag nördlich des Hauptturmes und ist vollständig verschwunden.
Der regelmäßige Grundriss der Hauptburg (ca. 35 × 24 Meter) ist heute nur noch auf den älteren Planaufnahmen ablesbar. Nur im Nordosten steht noch ein höheres Mauerstück aus mächtigen Nagelfluhquadern als Stützmauer aufrecht, hinter dem das Gelände zu einer kleinen Terrasse abfällt. Hier lagen wohl die Wohngebäude der Burg. Die Ausgrabungen von 1948 deuten auf drei Räume im Erdgeschoss hin. Einige weitere Mauerzüge zeichnen sich als Schuttwälle im Gelände ab.
Der desolate Zustand der wenigen erhaltenen Burgreste lässt in den nächsten Jahrzehnten den vollständigen Verlust einer der ältesten Turmburgen des Allgäus befürchten.